# Guadalajara-kartellet
Guadalajara-kartellet (spansk: Cártel de Guadalajara) var en kriminel mexicansk organisation som drev narkotikahandel i 1980'erne. Det var ledet af Rafael Caro Quintero og Miguel Ángel Félix Gallardo og smuglede heroin og marihuana til USA. Kartellet var et af de første, som samarbejdede med den colombianske narkotikamafia om kokainhandel.